# 唐賢龍
唐賢龍，1950年代在台灣具有影響力的出版人，曾任南京《大剛報》記者，《中國新聞》雜誌的發行人及台灣省雜誌協會理事。唐以著有《臺灣事變內幕記》，又稱《臺灣事變面面觀》聞名，1947年二二八事件期間唐恰好在台灣考察，遂將耳聞目睹的事件經過記錄成書，後成為研究二二八事件的重要新聞史料。